# Ратсаданай
Ратсаданай (1874, Тямпатсак — ноябрь 1945, Тямпатсак) — последний и двенадцатый король королевства Тямпасак (28 июля 1900 — 19 сентября 1904). Правил сначала под сиамским суверенитетом, а затем под французским протекторатом.

## Биография
Родился в 1874 году в городе Тямпатсак, столице лаосского королевства Тямпатсак. Старший сын Кхам Сука (1838—1900), 11-го короля Тампатсака (1863—1900). Образование получал в королевском корпусе пажей в Бангкоке.
В июле 1900 года после смерти отца Ратсаданай по приказу сиамского короля Чулалонгкорна занял королевский трон Тямпасака в качестве вассала Сиама. На тот момент земли Тямпасака были разделены на две части: восточная находилась во власти французов, а большая часть вместе со столицей оставалась сиамской. Король Ратсаданай обратился к французам за помощью в объединении своего государства. Тогда Франция, нажав на сиамское правительство, добилась уступки. В сентябре 1904 года Королевство Тямпасак было включено в состав Французского Индокитая в качестве новой провинции Бассак. 14 октября 1905 года Ратсаданай был назначен губернатором новой провинции, сохранив все звания и титулы. 21 декабря 1934 года ему было предложено уйти в отставку по возрасту.
Во время франко-тайской войны 1940—1941 годов тайцам удалось отвоевать бывшее королевство Тямпасак и вернуть Ратсаданая на пост губернатора. При посредничестве Японии французы отказались от своих территорий в Юго-Восточной Азии и 9 мая 1941 года французские войска покинули Тямпасак. Однако после поражения японцев и их союзников тайцев во Второй мировой войне 14 сентября 1945 года сын Ратсаданая Бун Ум попросил французов вернуть вооруженный контингент в провинцию.
Ратсаданай скончался от рака в ноябре 1945 года в Тямпасаке, оставив после себя десять сыновей и шестнадцать дочерей от восьми жен. Его старший сын Бун Ум сменил его на посту титульного правителя Тямпасака. Однако он отказался от своих претензий на трон в пользу короля Сисаванга Вонга из Луангпхабанга в Северном Лаосе, который таким образом стал главой объединенного королевства Лаос как член Французского Союза. Позже Бун Оум был правым лидером во время гражданской войны в Лаосе.